# Central European Football League
Die Central European Football League (CEFL) ist ein privat organisierter europäischer Pokalwettbewerb im American Football. Er wurde 2006 unter dem Namen Southeastern European League of American Football (SELAF) mit Teams aus Serbien und Slowenien gegründet. In den folgenden Spielzeiten wurden Mannschaften aus umliegenden mitteleuropäischen Ländern aufgenommen, 2008 wurde der Name CEFL angenommen. Von 2012 bis 2024 hieß der Wettbewerb aus Sponsorgründen offiziell Sportklub CEFL, seit 2025 Arena Sport CEFL.
Nach der Einstellung der kurzlebigen IFAF Europe Champions League nahmen 2017 erstmals Mannschaften aus Skandinavien und Polen sowie der amtierende österreichische Meister an der CEFL teil, schließlich wurde der Wettbewerb praktisch auf ganz Europa ausgedehnt. 2018 und 2019 zog der CEFL-Sieger ins European Super Final des Kontinentalverbands IFAF Europe ein. Seit 2017 wird parallel zur CEFL auch ein CEFL Cup mit schwächeren europäischen Teams ausgetragen.
Die ersten vier Spielzeiten fanden von Frühling bis Herbst statt, mit einer Unterbrechung im Sommer. Seit 2010 werden die Spiele im Frühling und im Sommer ausgetragen. Aktueller Titelträger sind die Danube Dragons aus Wien.

## Geschichte

### Southeastern European League of American Football 2006/2007
Nachdem 2001 die ersten NFL-Spiele in im serbischen Fernsehen zu sehen waren, gründeten sich 2003 mit den Belgrade Vukovi und den Kragujevac Wild Boars die ersten Mannschaften. Die ersten serbischen Wettbewerbe wurden ohne Ausrüstung ausgespielt. 2006 wurden schließlich mit der SELAF die erste American-Football-Liga gegründet. Neben Belgrad und Kragujevac nahmen die Novi Sad Dukes und die Sirmium Legionaries aus Serbien sowie die Ljubljana Silverhawks aus Slowenien teil. Erste Meister waren die Wild Boars, welche Vukovi mit 23:12 im SELAF Bowl in Belgrad am 8. Oktober 2006 besiegten.
In der zweiten Saison wurde die Liga um zwei neue Teams erweitert: das ungarische Top-Team Budapest Wolves und die CNC Gladiators aus Güssing. Nach der Vorrunde in zwei Gruppen konnten die Vukovi die Wolves in einem dramatischen Finale mit 28:27 schlagen. Diese Saison war auch die erste, die im Fernsehen zu sehen war: Halbfinale und Finale wurden im serbischen Fernsehen von TV Avala gesendet.

### Central European Football League ab 2008 bis 2016
Zur dritten Saison wurden drei neue Teams aus drei weiteren Ländern aufgenommen: Bratislava Monarchs aus der Slowakei, Budapest Cowboys aus Ungarn und Zagreb Thunder aus Kroatien. Die Liga änderte ihren Namen in Central European Football League. Den ebenfalls umbenannten CEFL Bowl gewannen die Gladiators gegen Vukovi am 25. Oktober 2008 in Wien mit 14:8.
2009 ersetzten die Cineplexx Blue Devils die Monarchs. Sie vervollständigten die neue Gruppe mit den Thunder, Vukovi und Wolves. Die zweite Gruppe bestand aus dem letztjährigen CEFL-Bowl-Sieger, den Gladiators, gemeinsam mit den Cowboys, Dukes und Silverhawks. Das Finale fand wieder in Belgrad, diesmal am 24. Oktober 2009, statt. Dabei gewann Vukovi gegen die Blue Devils mit 39:20 bereits zum zweiten Mal den Bewerb. Die Saison war ein herausragender Meilenstein für die Liga, weil einige Spiele auf dem transeuropäischen Sender Sport Klub gezeigt wurden.
Die Liga änderte 2010 erneut das Format, da der türkische Meister, die Istanbul Cavaliers, dem Bewerb beitrat und die Cowboys, Gladiators und Thunder die Liga verließen. Die Cavaliers spielten mit den Blue Devils ein Wild Card Game um einen Platz in den Playoffs. Der CEFL Bowl V wurde in Ivančna Gorica in Slowenien am 18. Juli 2010 ausgetragen, wo Vukovi mit 42:20 gegen die Silverhawks den Titel verteidigen konnte.
2011 verließen mit den Blue Devils und den Dukes wieder zwei Teams die Liga. Übrig blieben damit vier Mannschaften die alle in ihrem Land Meister waren. Wiederum holte sich Vukovi den Titel, dieses Mal in einem dramatischen Endspiel gegen die Wolves in Budapest am 23. Juli 2011 mit einem 34:33.
Das kroatische Topteam, die Zagreb Patriots treten der Liga bei und auch die Blue Devils nehmen 2012 wieder teil. Die Liga änderte ihren Namen in Sport Klub CEFL und mehrere Spiele wurden auf den Kanälen von Sport Klub übertragen. Die Saison startete am 17. März mit fünf Teams aus fünf verschiedenen Ländern. Der CEFL Bowl VII wurde in Belgrad am 21. Juli 2012 ausgetragen. Die Silverhawks gewannen ihren ersten Titel, nachdem sie mit 34:21 gegen Vukovi gewinnen konnten.
2013 konnte sich die Liga über die Rückkehr eines der Gründungsteams freuen, die Kragujevac Wild Boars aus Serbien. Die Wild Boars spielten zuletzt 2007 in der Liga und konnten die CEFL in ihrer ersten Spielzeit im Jahr 2006 gewinnen. Die Blue Devils und die Patriots verließen die Liga 2013. Das Finale wurde wieder in Belgrad am 7. Juli 2013 ausgetragen. Im Spiel behielt Vukovi mit einem Endergebnis von 42:0 gegen die Wild Boars klar die Oberhand.
Diese Saison wurde mit vier Teams gespielt, den Kragujevac Wild Boars und Belgrade Vukovi aus Serbien, den Ljubljana Silverhawks aus Slowenien und den Docler Wolves aus Ungarn. Die Ljubljana Silverhawks waren der Gastgeber gegen Belgrade Vukovi im CEFL Bowl IX. Vukovi konnte das Spiel mit 27:17 für sich entscheiden und somit den Titel verteidigen.
2015 haben wiederum vier Teams in der CEFL gespielt. Belgrade Vukovi und die Ljubljana Silverhawks verblieben in der Liga und zwei altbekannte Teams kamen wieder in die Liga, die Novi Sad Dukes aus Serbien und die Cineplexx Blue Devils aus Österreich. Die Kragujevac Wild Boars und die Budapest Docler Wolves verließen die Liga. Die Wolves konnten in den beiden Jahren davor kein einziges Match gewinnen. Im zehnten CEFL Bowl konnten die Novi Sad Dukes mit 25:23 gegen Belgrade Vukovi gewinnen.
In der elften Saison wird die CEFL mit einem Rekordteilnehmerfeld gespielt. Ganze zwölf Mannschaften, die in drei Conferences eingeteilt werden, spielen um den CEFL Bowl XI. In der Western Conference stehen die Cineplexx Blue Devils und die Graz Giants aus Österreich, sowie die Ljubljana Silverhawks. Der Sieger der Western Conference kommt direkt in den CEFL Bowl. Die Central Conference besteht aus den Kranj Alp Devils und den Domzale Tigers aus Slowenien, sowie den Zagreb Patriots. Mit den Sarajevo Spartans spielt das erste Mal ein Team aus Bosnien-Herzegowina in der CEFL. In der Eastern Conference spielen mit den Novi Sad Dukes, Belgrade Vukovi, Nis Imperatori, den Indjija Indians und den Budapest Cowbells vier Teams aus Serbien und eines aus Ungarn. Die Sieger der Central und Eastern Conference spielen im Wildcardspiel um den Einzug in den CEFL Bowl. Nachdem der Gewinner der Eastern Conference, die Belgrade Vukovi, den Gewinner der Central Conference im Playoff mit 49:0 schlagen konnte, fand am 3. Juli der CEFL Bowl XI in Graz statt. Diese konnten die Graz Giants als Sieger der Western Conference mit 52:49 für sich entscheiden.

### Seit 2017: CEFL als Top-Wettbewerb und CEFL Cup
Die Saison 2017 war ein Wendepunkt in der Geschichte der CEFL.  Die IFAF Europe Champions League stellte ihren Spielbetrieb ein und wandelte sich zu einer nordeuropäischen Liga.  Titelträger Panthers Wrocław und einige andere Teams wechselten in die CEFL.  Außerdem nahmen die österreichischen Teams nicht mehr an der Big6 European Football League teil und so schloss sich mit den Swarco Raiders Tirol ein absolutes Spitzenteam Europas der CEFL an.  Die Big6 war damit schwächer besetzt als die Jahre zuvor und der Status als europäischer Topwettbewerb bekam zumindest kleine Kratzer.  Die Tiroler wurden ihrer Favoritenrolle gerecht und holten sich bei ihrer ersten Teilnahme den Titel.
- Western Conference: Triangle Razorbacks, Panthers Wrocław,  Swarco Raiders Tirol
- Eastern Conference: Belgrade Vukovi, Kragujevac Wild Boars, Budapest Cowbells, Koç Rams

Im Finale zwischen den beiden Gruppensiegern aus Österreich und Serbien gingen die Swarco Raiders als Sieger hervor.
Neben der CEFL wurde der CEFL Cup ins Leben gerufen, in dem eher schwächere Mannschaften gegeneinander antraten:
- Western Conference: Kranj Alp Devils, Sarajevo Spartans, Zagreb Patriots
- Eastern Conference: Novi Sad Dukes, Inđija Indians, Sirmium Legionaries, Belgrade Blue Dragons

Das erste Finale des neuen Wettbewerbes konnten die Novi Sad Dukes sehr eindeutig für sich entscheiden.
Auch in der Saison 2018 wurde die CEFL in einer Western Conference bestehend aus dem Titelverteidiger Swarco Raiders Tirol sowie den Prague Black Panthers und den Panthers Wrocław sowie einer Eastern Conference mit den Koç Rams, Kragujevac Wild Boars und den Moscow Patriots gespielt. Somit nahmen 5 nationale Meister und der aktuelle Titelverteidiger am Bewerb teil. Im Finale konnten sich wie im Vorjahr die Swarco Raiders durchsetzen und gewannen in Innsbruck gegen die Koc Rams mit 49:20.
Im European Superfinal traten die CEFL-Champions gegen den Sieger der neu geschaffenen NEFL(Northern European Football League) an. Im Gentofte Sportspark in Kopenhagen konnten die Swarco Raiders gegen die Copenhagen Towers mit 45:20 gewinnen.
Der CEFL-Cup wurde in dieser Saison etwas elitärer gestaltet. 4 Teams (Gdynia Seahawks, Budapest Cowbells, Belgrade Vukovi, Sakarya Tatankalari) starteten direkt mit den Halbfinalspielen. Im Finale konnten sich mit den Belgrade Vukovi wieder eine serbische Mannschaft mit 55:41 gegen die Gdynia Seahawks aus Polen durchsetzen.
Auch in der Saison 2019 bestand das Teilnehmerfeld aus beachtlichen europäischen Teams. Insgesamt 7 Teams, davon 5 nationale Meister und 2 Vizemeister. Neueinsteiger der letzten Spielzeit verließen die Liga und 3 neue Teams kamen hinzu. In der Western Conference verblieben die Swarco Raiders Tirol. Ihre Gegner wurden die Thonon Black Panthers aus Frankreich und die Milano Seamen aus Italien. Im Osten spielten die Calanda Broncos mit den bekannten Koç Rams, Kragujevac Wild Boars und Panthers Wrocław. In einem sehr spannenden Finalspiel in Chur konnten die Swarco Raiders wiederum ihren Titel gegen die Calanda Broncos verteidigen. Im rein österreichischen ECTC-Finale zwischen den Swarco Raiders und den NEFL-Champions, den Vienna Vikings konnten die Raiders wieder mit 35:10 gewinnen und sich damit zum europäischen Champion küren.
Der CEFL-Cup wurde wieder auf 8 Teilnehmer aufgestockt. Es bestand nun aus dem italienischen Verein Bozen Giants, dem russischen Meister Moscow Spartans, dem rumänischen Meister Bucharest Rebels und den Istanbul Hornets. Mit den Wolves und Cowbells aus Budapest sowie den Moscow Patriots und Belgrade Vukovi wurde der Cup von bekannten Teams komplettiert. Im dritten Finale des Bewerbs gewannen die Moscow Patriots knapp mit 15:14 gegen die Bozen Giants.
In der 15. Saison wurde durch Zusammenarbeit mit dem Kontinentalverband IFAF Europe ein hochkarätiges Teilnehmerfeld zusammengestellt. Dieses Jahr sollte der Bewerb als einer der wichtigsten in Europa etabliert werden in dem sich die besten Mannschaften messen würden. Insgesamt 12 Teams, davon 10 nationale Meister und 2 Vizemeister sollten um den Titel spielen. Aufgrund der großen Teilnehmerzahl und der großen Distanzen wurde vom ehemaligen Spielsystem mit Gruppenspielen zu einem K.-o.-System gewechselt. Die ungesetzten acht Teams spielen in der ersten Runde um den Einzug ins Viertelfinale. Die vier gesetzten Teams steigen dann ins Viertelfinale ein und haben dort auch Heimrecht. Bei den Paarungen wird auf möglichst kurze Reisewege zwischen den Teams geachtet. Auch der CEFL Cup wird weitergeführt. Dieses Jahr sollen wieder acht Teams aus sieben Ländern teilnehmen. Diese sind in einen Ost- und einen West-Ast aufgeteilt und treffen im einfachen Viertelfinale ohne Rückspiel aufeinander. Aufgrund der COVID-19-Pandemie wurden diese Saison alle Spiele abgesagt, der Großteil des Spielplanes wurde für die Saison 2021 übernommen.

## CEFL Bowls
|                 | Finaldatum       | Sieger                   | Finalist                 | Resultat | Austragungsort  |
| --------------- | ---------------- | ------------------------ | ------------------------ | -------- | --------------- |
| SELAF Bowl I    | 8. Oktober 2006  | Kragujevac Wild Boars    | Belgrade Vukovi          | 23:12    | Belgrad         |
| SELAF Bowl II   | 27. Oktober 2007 | Belgrade Vukovi          | Budapest Wolves          | 28:27    | Belgrad         |
| CEFL Bowl III   | 25. Oktober 2008 | CNC Gladiators           | Belgrade Vukovi          | 14:80    | Wien            |
| CEFL Bowl IV    | 24. Oktober 2009 | Belgrade Vukovi          | Cineplexx Blue Devils    | 39:20    | Belgrad         |
| CEFL Bowl V     | 18. Juli 2010    | Belgrade Vukovi          | Ljubljana Silverhawks    | 42:20    | Ivančna Gorica  |
| CEFL Bowl VI    | 23. Juli 2011    | Belgrade Vukovi          | Budapest Wolves          | 34:33    | Budapest        |
| CEFL Bowl VII   | 21. Juli 2012    | Ljubljana Silverhawks    | Belgrade Vukovi          | 34:21    | Belgrad         |
| CEFL Bowl VIII  | 7. Juli 2013     | Belgrade Vukovi          | Kragujevac Wild Boars    | 42:00    | Belgrad         |
| CEFL Bowl IX    | 20. Juli 2014    | Belgrade Vukovi          | Ljubljana Silverhawks    | 27:17    | Ivančna Gorica  |
| CEFL Bowl X     | 5. Juli 2015     | Novi Sad Dukes           | Belgrade Vukovi          | 25:23    | Novi Sad        |
| CEFL Bowl XI    | 3. Juli 2016     | Graz Giants              | Belgrade Vukovi          | 52:49    | Graz            |
| CEFL Bowl XII   | 10. Juni 2017    | Swarco Raiders Tirol     | Kragujevac Wild Boars    | 55:20    | Innsbruck       |
| CEFL Bowl XIII  | 9. Juni 2018     | Swarco Raiders Tirol     | Koç Rams Istanbul        | 49:20    | Innsbruck       |
| CEFL Bowl XIV   | 8. Juni 2019     | Swarco Raiders Tirol     | Calanda Broncos          | 46:42    | Chur            |
| CEFL Bowl XV    | 26. Juni 2021    | Schwäbisch Hall Unicorns | Swarco Raiders Tirol     | 22:16    | Innsbruck       |
| CEFL Bowl XVI   | 25. Juni 2022    | Schwäbisch Hall Unicorns | Parma Panthers           | 42:17    | Schwäbisch Hall |
| CEFL Bowl XVII  | 24. Juni 2023    | Flash de La Courneuve    | Black Panthers de Thonon | 26:21    | La Courneuve    |
| CEFL Bowl XVIII | 22. Juni 2024    | Danube Dragons           | Calanda Broncos          | 27:14    | Chur            |
| CEFL Bowl XIX   | 21. Juni 2025    | Black Panthers de Thonon | Calanda Broncos          | 28:21    | Chur            |

### Erfolgreichste Teams
Der Übersicht halber sind in der folgenden Tabelle nur die fünf erfolgreichsten Teams aufgeführt. Es gibt noch sechs weitere Teams, die den Titel einmal gewinnen konnten. Davon konnten die Black Panthers de Thonon zusätzlich noch einen weiteren Vizetitel gewinnen.
| Platz | Team                     | Titel | Vize | Teilnahmen |
| ----- | ------------------------ | ----- | ---- | ---------- |
| 1     | Beograd Vukovi           | 6     | 5    | 16         |
| 2     | Raiders Tirol            | 3     | 1    | 4          |
| 3     | Schwäbisch Hall Unicorns | 2     | –    | 4          |
| 4     | Ljubljana Silverhawks    | 1     | 2    | 11         |
| 5     | Kragujevac Wild Boars    | 1     | 2    | 10         |

### European Superfinal
2018 organisierte die IFAF Europe das European Superfinal zwischen dem Sieger des CEFL Bowl und dem Sieger der Northern European Football League. 2019 wurde das Superfinal zwischen dem CEFL-Bowl-Sieger und dem Sieger der European Club Team Competition ausgetragen.
|    | Finaldatum    | Sieger               | Finalist          | Resultat | Austragungsort                  |
| -- | ------------- | -------------------- | ----------------- | -------- | ------------------------------- |
| I  | 30. Juni 2018 | Swarco Raiders Tirol | Copenhagen Towers | 45:20    | Gentofte Sportspark, Kopenhagen |
| II | 29. Juni 2019 | Swarco Raiders Tirol | Vienna Vikings    | 35:10    | Tivoli Stadion Tirol, Innsbruck |

### CEFL Cup Finals
|              | Finaldatum    | Sieger                | Finalist         | Resultat | Austragungsort |
| ------------ | ------------- | --------------------- | ---------------- | -------- | -------------- |
| CEFL Cup I   | 10. Juni 2017 | Novi Sad Dukes        | Kranj Alp Devils | 59:0     | Kranj          |
| CEFL Cup II  | 10. Juni 2018 | Belgrade Vukovi       | Gdynia Seahawks  | 55:41    | Belgrad        |
| CEFL Cup III | 9. Juni 2019  | Moscow Spartans       | Bolzano Giants   | 15:14    | Bozen          |
| CEFL Cup IV  | 23. Juli 2022 | Fehérvár Enthroners   | Prague Lions     | 24:20    | Székesfehérvár |
| CEFL Cup V   | 3. Juni 2023  | Kragujevac Wild Boars | Budapest Wolves  | 51:45    | Topola         |

## Teilnehmer
CEFL-Bowl-Turnier, CEFL-Cup-Turnier
Anmerkung: 2023 nahmen die Budapest Wolves an beiden Turnieren teil, da der Verlierer des CEFL-Bowl-Erstrundenspiels Beograd Vukovi gegen Budapest Wolves sich für das CEFL-Cup-Halbfinale qualifizierte.